# Тигридия павлинья
Тигридия павлинья, или Какомите, или Тигридия павония (лат. Tigridia pavonia) — растение семейства Ирисовые, вид рода Тигридия.

## История

### Применение у ацтеков
В своём фундаментальном произведении «Общая история дел Новой Испании» (1547—1577) Бернардино де Саагун, опираясь на сведения ацтеков о свойствах растений, привел различные сведения о тигридии павлиньей, в частности о том, что:

Есть другие, тоже съедобные, называющиеся какомитль, их употребляют вареными. У них есть шелуха и листья почти, как у луковиц, мякоть белая и съедобная, на вкус как каштаны. Также корень рогоза обычно употребляют варёным и сырым. Корни съедобных каштанов называют акашилотль.

## Распространение и экология
Родина растения — Мексика и Гватемала, растёт на влажных почвах, иногда культивируется.

## Биологическое описание
Растение выделяется своим пёстроокрашенным околоцветником, достигающим иногда в ширину 10-15 см. Сегменты околоцветника снаружи обычно фиолетовые с жёлтыми полосками и пурпурными пятнами, внутри более крупные наружные сегменты светло-красные, а внутренние жёлтые с красными полосками и пятнами. Тычиночные нити сросшиеся в трубку.
Имеются также садовые разновидности с различной окраской цветков.

## Использование
В Мексике растение культивируется ради клубнелуковиц, употребляемых в пищу. Это — древнейшая культура региона, выращивавшаяся ещё ацтеками. Клубнелуковицы какомите содержат 21 % крахмала, 13 % глюкозы и 8 % камеди.
В настоящее время растение широко культивируется, как декоративное.